# Мэри Эмбри
Мэ́ри Э́мбри (англ. Mary Ambree, fl. 1584) — девушка, упомянутая в одноимённой английской балладе начала XVII века как предводительница отряда, принимавшего участие в осаде Гента в 1584 году.
Впервые цитаты из баллады встречаются в анонимной пьесе «The First Part of the Returne from Parnassus», написанной около 1600 года. Контекст упоминания позволяет предполагать, что к этому времени баллада уже была весьма известной. Бен Джонсон неоднократно упоминает Мэри Эмбри в своих произведениях: в пьесах «Эписин, или Молчаливая женщина» (англ. Epicoene, or the Silent Woman, 1609) и A Tale of A Tub (1633). В его маске 1624 года The Fortunate Isles and Their Union один из персонажей даже цитирует саму балладу. Кроме Джонсона, упоминания баллады и её героини в литературе начала столетия встречаются у Джона Марстона («Антонио и Меллида», около 1601), Томаса Хейвуда («Красавица Запада»), Фрэнсиса Бомонта и Джона Флетчера («Высокомерная», 1613/1616), а также Натана Филда («Компенсация для леди», 1618). Название баллады внесено в реестр гильдии книгоиздателей 20 июня 1629 года, но есть все основания предполагать, что бродсайды с ней печатались и до этого.
В поэме Сэмюела Батлера «Гудибрас», написанной во второй половине XVII века, героиня баллады ставится в один ряд с Жанной д’Арк. Балладу включил в свой выпущенный в 1765 году сборник «Памятники старинной английской поэзии» Томас Перси. Фрэнсис Джеймс Чайлд не приводит эту балладу в своём собрании из пяти томов, очевидно, не встретив её или же не посчитав подлинно народной. Баллада состоит из четырёхстрочных строф с парной рифмой. Каждая строфа заканчивается именем заглавной героини, чаще всего строчкой «Was not this a brave bonny lass, Mary Ambree?» («Не правда ль, смела́ красотка Мэри Эмбри́?»). Мелодия баллады та же, что и в «The Blind Beggar's Daughter of Bednall Green» (Roud 132).
На русский язык балладу перевела В. Потапова.

## Сюжет
Действие баллады происходит в 1584 году, когда испанцы, возглавляемые Алессандро Фарнезе, герцогом Пармским, пытаются восстановить свой контроль над городом Гентом. В их рядах присутствуют английские добровольцы. На глазах у Мэри Эмбри убивают сэра Джона Мейджора, её возлюбленного, и та клянётся отомстить за него, облачается в доспехи и вооружается. Под начало Мэри становятся тысяча и три человека (в тексте она носит звание капитана). Она воодушевляет солдат ринуться в бой, сама находясь в первых рядах. Успешное сражение против втрое превосходящего числом противника продолжается семь часов. Однако канонир-предатель лишает отряд огнестрельных боеприпасов, за что тут же погибает. Мэри Эмбри вынуждена увести свой отряд в замок, а противник начинает осаду. Враги пробивают стену, но не могут победить в рукопашной схватке. Они предлагают Мэри выкупить свою жизнь, принимая её за мужчину, а та раскрывает свою личность простой английской девушки. Командиры неприятеля изумлены и отпускают её с миром. В финале баллады Мэри Эмбри возвращается в Англию, перед этим с достоинством отвергнув предложение герцога Пармского стать его любовницей.
Сюжет девушки, принимающей командование в сражении после гибели своего любимого, содержится также в балладах «The Female Warrior» (Roud 492) и «On the First of November» (Roud 1397). Редьярд Киплинг использовал выражение из первой строфы баллады в качестве названия своего романа 1897 года — Captains Courageous («Отважные капитаны»).